# Йоо, Абигель
Абигель Йо́о (венг. Joó Abigél; род. 6 августа 1990, Будапешт) — венгерская дзюдоистка. Двукратная чемпионка Европы. Чемпионка Мира и Европы среди юниоров. Победительница гран-при в Баку 2011 года.

## Биография
На Олимпийских играх 2012 года в Лондоне была близка к завоеванию медали, но в решающей схватке за бронзу на последних секундах уступила француженке Одри Чёмео.
В 2013 год выиграла соревнования на Всемирной летней Универсиаде в Казани.
В 2017 году вышла замуж и после этого выступала на некоторых соревнованиях под двойной фамилией Эрдейи-Йоо.

## Выступления на Олимпиадах
| Олимпиада           | Дисциплина              | Место   |
| ------------------- | ----------------------- | ------- |
| Лондон 2012         | дзюдо, женщины до 78 кг | 5 место |
| Рио-де-Жанейро 2016 | дзюдо, женщины до 78 кг | 7 место |